# Јахве
Јахве (хебр. יהוה&lrm) био је национални бог античког Израела. Тачно поријекло назива је спорно, иако сеже из раног гвозденог доба, па чак и касног бронзаног: назив се у почетку користио као епитет бога Ела, врховног божанства кананске религије током бронзаног доба, али најраније вјеродостојно помињање је у египатским текстовима који га смјештају међу номаде из јужног Трансјордана.
У најстаријим библијским текстовима Јахве је типични древни блискоисточни „божији ратник” који води небеску војску против непријатеља Израела; касније је постао главни бог Краљевства Самарија и Јудеја, а краљевски двор и храм промовишу Јахвеа као бога цијелог космоса, који посједује све позитивне особине претходно приписиване другим боговима и божанствима. Пред крај Вавилонског ропства (6. вијек п. н. е.), само постојање других богова је негирано, а Јахве је проглашен творцем космоса и истинским богом цијелог свијета.